# カール・フリードリヒ・ガウスにちなんで名づけられたものの一覧
カール・フリードリヒ・ガウスにちなんで名づけられたものの一覧（カール・フリードリヒ・ガウスにちなんでなづけられたもののいちらん）では、数学者、天文学者、物理学者のカール・フリードリヒ・ガウスにちなんだエポニムを一覧する。「ガウスの」を意味する「Gaussian（英語）/ gaussien(ne)（仏語）」の訳語として「ガウシアン」「ガウス」「ガウスの」が用いられている。ただし、日本語で「ガウス」「ガウスの」と訳される語には「Gauss」「Gauss’」もある。単にガウシアンと呼ばれることがあるのは、ガウス関数に関係した以下の用語であることが多い。
ガウシアンぼかし、ガウス分布、ガウス関数、ガウス雑音、ガウス過程

## 単位
- ガウス
- ガウス単位系

## 工学
- ガウシアンぼかし
- ガウス雑音
- ガウシアンビーム

## 数学
- ガウス積分[1][2][3]
- ガウスの定理[4]
- ガウスの判定法
- ガウスの超幾何級数[5][6][7]
- ガウスの消去法[1][2][3]
- ガウスの相互法則
- ガウス＝ザイデル法[1][2][3]
- ガウス平面[8]
- ガウス整数
- ガウス素数
- ガウス分布
- ガウス過程[9][10]
- ガウス関数、ガウス曲線（狭義のガウシアン）
- ガウス＝マルコフの定理[11]
- ガウス＝ルジャンドルのアルゴリズム
- ガウスの微分方程式[5][6]
- ガウス記号[8]
- ガウス係数（en:Gaussian binomial）
- ガウス曲率[4]
- ガウス鎖（分子生物学への応用）
- ガウス賞
- ガウス・ニュートン法

## 物理学
- ガウスの法則
- ガウスの法則 (磁場)
- ガウス基底
- ガウス引力定数、ガウス年（en:Gaussian year） 天文学でも使用例あり
- ガウスレンズ（ダブルガウスレンズ）
- ガウス光学

## 化学
- GAUSSIAN

## 地名
- ガウスベルク山
- ケルゲレン・ガウスベルク海嶺（ケルゲレン海台南部）

## 地球科学
- ガウス・クリューゲル図法
- ガウス格子
- ガウス期（ガウス正磁極期）

## 企業名
- Gaussy